# Canavalia sericophylla
Canavalia sericophylla är en ärtväxtart som beskrevs av Adolpho Ducke. Canavalia sericophylla ingår i släktet Canavalia och familjen ärtväxter. Inga underarter finns listade i Catalogue of Life.